# Seznam kulturních památek v Nalžovských Horách
Tento seznam nemovitých kulturních památek ve městě Nalžovské Hory v okrese Klatovy vychází z  Ústředního seznamu kulturních památek ČR, který na základě zákona č. 20/1987 Sb., o státní památkové péči, vede Národní památkový ústav jako ústřední organizace státní památkové péče. Údaje jsou průběžně upřesňovány, přesto mohou obsahovat i řadu věcných a formálních chyb a nepřesností či být neaktuální. 
Pokud byly některé části dotčeného území vyčleněny do samostatných seznamů, měly by být odkazy na tyto dílčí seznamy uvedeny v úvodu tohoto seznamu nebo v úvodu příslušné sekce seznamu.

## Nalžovy
|  | Kategorie „Nalžovy Castle “ na Wikimedia Commons | Hledat fotografie a kategorie ve Wikimedia Commons podle rejstříkového čísla památky | Nahrát snímek k tomuto tématu do úložiště Wikimedia Commons |  |

|  | Kategorie „Church of Saint Catherine (Nalžovské Hory) “ na Wikimedia Commons | Hledat fotografie a kategorie ve Wikimedia Commons podle rejstříkového čísla památky | Nahrát snímek k tomuto tématu do úložiště Wikimedia Commons |  |

|  |  | Hledat fotografie a kategorie ve Wikimedia Commons podle rejstříkového čísla památky | Nahrát snímek k tomuto tématu do úložiště Wikimedia Commons |  |

|  | Kategorie „Prašivice “ na Wikimedia Commons | Hledat fotografie a kategorie ve Wikimedia Commons podle rejstříkového čísla památky | Nahrát snímek k tomuto tématu do úložiště Wikimedia Commons |  |

|  |  | Hledat fotografie a kategorie ve Wikimedia Commons podle rejstříkového čísla památky | Nahrát snímek k tomuto tématu do úložiště Wikimedia Commons |  |

## Těchonice
|  | Kategorie „Church of Saints Philip and James (Těchonice) “ na Wikimedia Commons | Hledat fotografie a kategorie ve Wikimedia Commons podle rejstříkového čísla památky | Nahrát snímek k tomuto tématu do úložiště Wikimedia Commons |  |

|  | Kategorie „Těchonice 13 “ na Wikimedia Commons | Hledat fotografie a kategorie ve Wikimedia Commons podle rejstříkového čísla památky | Nahrát snímek k tomuto tématu do úložiště Wikimedia Commons |  |

## Neprochovy
| Památka           | Fotografie                                             | Rejstříkové číslo v ÚSKP                                                             | Sídelní útvar                                               | Poloha                                               | Popis a poznámky |
| ----------------- | ------------------------------------------------------ | ------------------------------------------------------------------------------------ | ----------------------------------------------------------- | ---------------------------------------------------- | --- |
| Kaple (Q37990755) | \| \| \| \| \| \|                                      | 31087/4-3169 Pam. katalog MIS                                                        | Neprochovy                                                  | náves, st. 32 49°21′52,89″ s. š., 13°35′54,25″ v. d. | Kaple: - kaple, st. 32. Kamenná kaplička obdélného půdorysu, se sedlovou střechou sevřenou štíty a vysokou polygonální zvoničkou. - litinový pamětní kříž na podstavci z hrubozrnného pískovce, pp. 712/1 Památkově chráněno od 26. března 1964. |
|                   | Kategorie „Chapel in Neprochovy “ na Wikimedia Commons | Hledat fotografie a kategorie ve Wikimedia Commons podle rejstříkového čísla památky | Nahrát snímek k tomuto tématu do úložiště Wikimedia Commons |                                                      | |

## Miřenice
| Památka             | Fotografie        | Rejstříkové číslo v ÚSKP                                                             | Sídelní útvar                                               | Poloha                                           | Popis a poznámky                                         |
| ------------------- | ----------------- | ------------------------------------------------------------------------------------ | ----------------------------------------------------------- | ------------------------------------------------ | -------------------------------------------------------- |
| Hájovna (Q37819857) | \| \| \| \| \| \| | 105795 Pam. katalog MIS                                                              | Miřenice                                                    | Miřenice 32 49°18′8,17″ s. š., 13°33′21,6″ v. d. | myslivna - hájovna Památkově chráněno od 1. března 2016. |
|                     |                   | Hledat fotografie a kategorie ve Wikimedia Commons podle rejstříkového čísla památky | Nahrát snímek k tomuto tématu do úložiště Wikimedia Commons |                                                  |                                                          |

## Sedlečko
| Památka                         | Fotografie        | Rejstříkové číslo v ÚSKP                                                             | Sídelní útvar                                               | Poloha                                                                         | Popis a poznámky |
| ------------------------------- | ----------------- | ------------------------------------------------------------------------------------ | ----------------------------------------------------------- | ------------------------------------------------------------------------------ | --- |
| Panský dům Na Bahně (Q38094497) | \| \| \| \| \| \| | 15103/4-3137 Pam. katalog MIS                                                        | Sedlečko                                                    | jihozápadně od obce Otěšín, osada Bahno 49°18′29,99″ s. š., 13°32′29,29″ v. d. | Jiná feudální stavba - panský dům zv. "Na bahně". Patrně původně samostatná stavba loveckého zámečku z druhé poloviny 18. století s opodál stojící panskou stodolou. - st. 8, panský dům bez čp. - st. 9, stodola Památkově chráněno od 25. března 1964. |
|                                 |                   | Hledat fotografie a kategorie ve Wikimedia Commons podle rejstříkového čísla památky | Nahrát snímek k tomuto tématu do úložiště Wikimedia Commons |                                                                                | |

## Letovy
| Památka              | Fotografie                                         | Rejstříkové číslo v ÚSKP                                                             | Sídelní útvar                                               | Poloha                                               | Popis a poznámky |
| -------------------- | -------------------------------------------------- | ------------------------------------------------------------------------------------ | ----------------------------------------------------------- | ---------------------------------------------------- | --- |
| Kaplička (Q37455768) | \| \| \| \| \| \|                                  | 45362/4-3099 Pam. katalog MIS                                                        | Letovy                                                      | náves, st. 41 49°19′20,07″ s. š., 13°31′57,48″ v. d. | Kaplička. Šestiboká, hladce omítnutá stavba se stanovou střechou, která je vysoko protažená nástavcem se štíhlou cibulí, lucernou a dalším jehlancem s makovicí a křížem. Památkově chráněno od 25. března 1964. |
|                      | Kategorie „Chapel in Letovy “ na Wikimedia Commons | Hledat fotografie a kategorie ve Wikimedia Commons podle rejstříkového čísla památky | Nahrát snímek k tomuto tématu do úložiště Wikimedia Commons |                                                      | |

## Ústaleč
|  |  | Hledat fotografie a kategorie ve Wikimedia Commons podle rejstříkového čísla památky | Nahrát snímek k tomuto tématu do úložiště Wikimedia Commons |  |

|  |  | Hledat fotografie a kategorie ve Wikimedia Commons podle rejstříkového čísla památky | Nahrát snímek k tomuto tématu do úložiště Wikimedia Commons |  |

|  |  | Hledat fotografie a kategorie ve Wikimedia Commons podle rejstříkového čísla památky | Nahrát snímek k tomuto tématu do úložiště Wikimedia Commons |  |